# Цахкунк (Армавирская область)
Цахкунк (арм. Ծաղկունք) — село в Армавирской области Армении.

## География
Село расположено в восточной части марза, на левом берегу реки Касах, при автодороге , на расстоянии 21 километра к северо-востоку от города Армавир, административного центра области. Абсолютная высота — 875 метров над уровнем моря.
Климат
Климат характеризуется как семиаридный (BSk в классификации климатов Кёппена). Среднегодовая температура воздуха составляет 12 °C. Средняя температура самого холодного месяца (января) составляет −2,9 °С, самого жаркого месяца (июля) — 25,3 °С. Расчётная многолетняя норма атмосферных осадков — 303 мм. Наибольшее количество осадков выпадает в мае (52 мм).

## Население
Иван Шопен отмечал, что согласно сведениям из "Камерального описания", составленного в 1829-1831 годах, в селе Абдур-рахман Карпи-басарского магала Эриванской провинции проживало 144 человек, из которых 30 - мусульмане ("мюгаммедане") и 114 - армяне (в источнике называются "коренными армянами", чтобы отличать от армян, переселившихся в Армянскую область в 1829-1831 годах из Персии).
По данным «Сборника сведений о Кавказе» за 1880 год в селе Айланлу Верхний Эчмиадзинского уезда было 28 дворов и проживало 174 жителя, в основном армянской национальности ("народности") и григорианского вероисповедания, среди которых 89 мужского пола и 85 женского. Также в селе была расположена армяно-григорианская церковь.
По данным Кавказского календаря на 1912 год, в селе Айланлу В. Эчмиадзинского уезда проживало 307 человек, в основном армян.
| Год переписи | Население          | Население          | Население          | Население            | Население            | Население            |
| Год переписи | Наличное население | Наличное население | Наличное население | Постоянное население | Постоянное население | Постоянное население |
| Год переписи | Всего              | Мужчины            | Женщины            | Всего                | Мужчины              | Женщины              |
| ------------ | ------------------ | ------------------ | ------------------ | -------------------- | -------------------- | -------------------- |
| 2001         | 1097               | 530                | 567                | 1141                 | 559                  | 582                  |
| 2011         | 1099               | 527                | 572                | 1144                 | 556                  | 588                  |

| Год  | Численность | Численность |
| ---- | ----------- | ----------- |
| 1831 | 144         | [ 13 ]      |
| 1873 | 174         | [ 14 ]      |
| 1897 | 301         | [ 13 ]      |
| 1926 | 354         | [ 13 ]      |
| 1939 | 395         | [ 13 ]      |
| 1959 | 596         | [ 13 ]      |
| 1970 | 777         | [ 13 ]      |
| 1979 | 872         | [ 13 ]      |
| 1989 | 1057        | [ 15 ]      |
| 2001 | 1141        | [ 13 ]      |
| 2011 | 1144        | [ 16 ]      |